# Zelinkaderidae
Famille
Les Zelinkaderidae sont une famille de Kinorhynches. Ce sont de petits invertébrés faisant partie du meiobenthos.
On connaît six espèces dans trois genres.

## Liste des genres
- Zelinkaderes  Higgins, 1990
- Triodontoderes Sørensen & Rho, 2009
- Tubulideres Sørensen, Heiner, Ziemer & Neuhaus, 2007

## Publication originale
- Higgins, 1990 : Zelinkaderidae, a new family of cyclorhagid Kinorhyncha. Smithsonian Contributions to Zoology, vol. 500, p. 1-26 (Texte original).